# Söderhamn (Stadt)
Söderhamn ist eine Stadt in der schwedischen Provinz Gävleborgs län und der historischen Provinz Hälsingland.
Sie liegt etwa 75 km nördlich von Gävle an der Mündung des Flusses Söderhamnsån in den Bottnischen Meerbusen und ist Hauptort der gleichnamigen Gemeinde.

## Geschichte

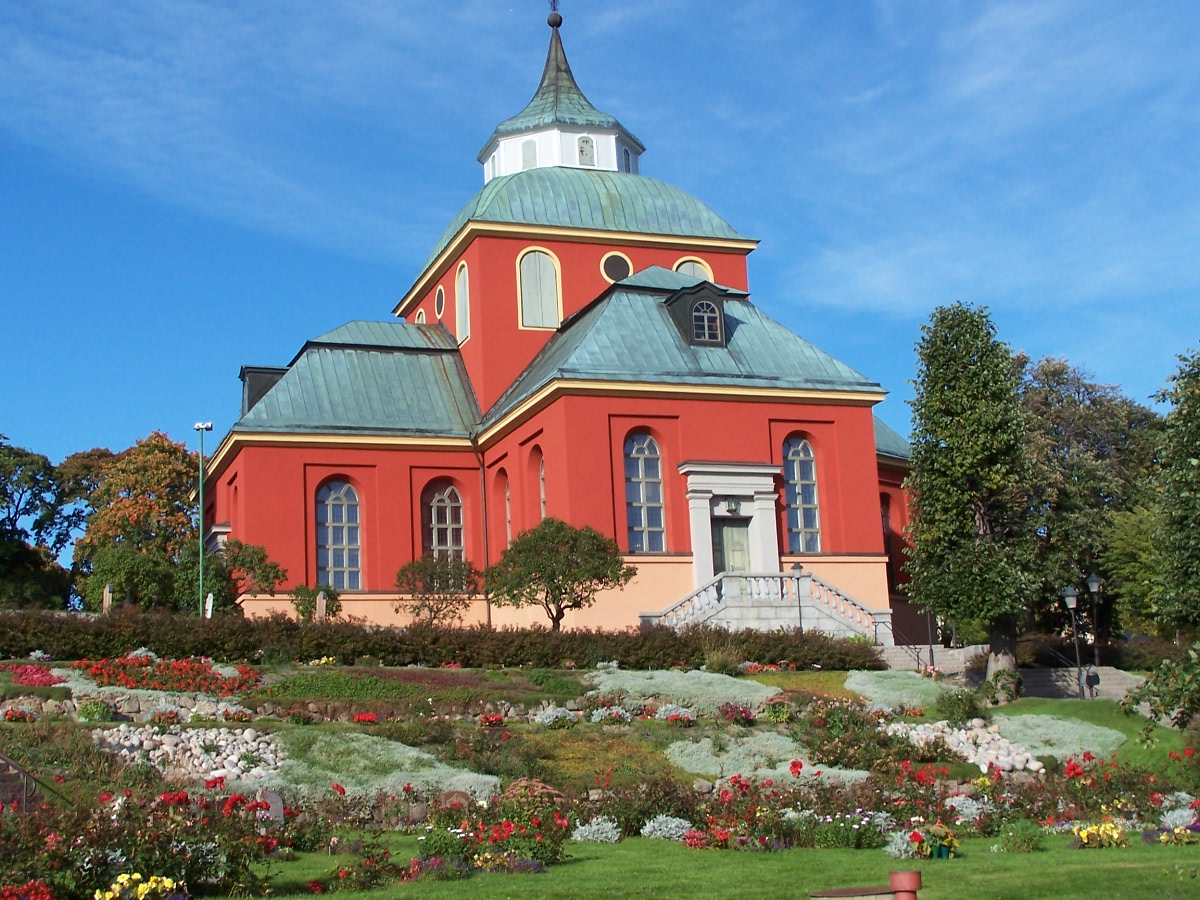
Kirche von Söderhamn

Rathaus von Söderhamn

Die Siedlung begann als Fischerhafen an der Mündung des Flusses Söderhamnsån und wuchs nach der Einrichtung einer Waffenschmiede sowie von mehreren Sägewerken. Dem Ort wurden 1620 die Stadtrechte verliehen. Nach einigen verheerenden Stadtbränden wurde der Ort mit parallelen Straßen neu errichtet.

## Wirtschaft

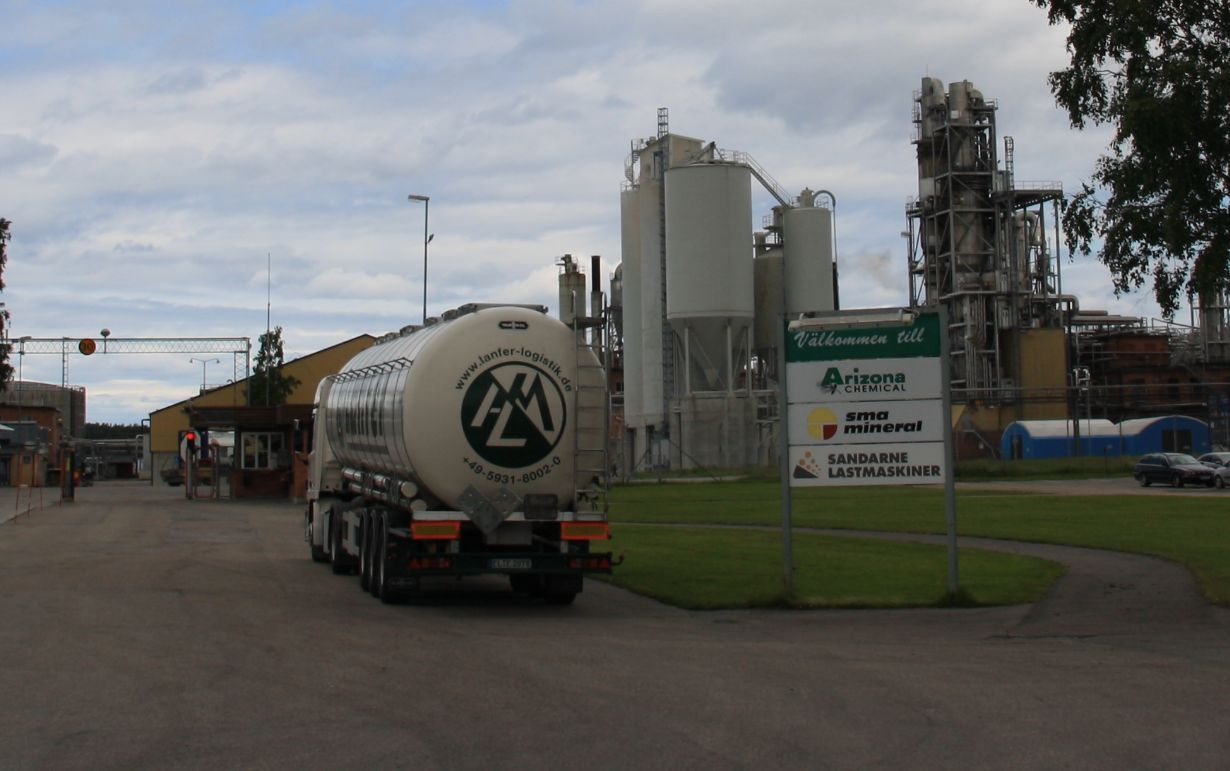
LKW-Einfahrt Arizona Chemical

Die Wirtschaft der Stadt war im späten 20. Jahrhundert vom Konzern Ericsson und einer Einheit der schwedischen Luftwaffe geprägt. Nachdem beide Einrichtungen die Stadt verlassen hatten, versuchte die schwedische Regierung einen Ausgleich zu schaffen, indem sie die schwedische Patent- und Registrierungsbehörde hier ansiedelte.
Seit 2005 befindet sich ein Industriepark auf dem ehemaligen Gelände der Ericsson AB im Aufbau, der jungen innovativen Firmen aus ganz Schweden eine optimale Basis bieten soll. Hervorgehoben werden dabei steuerliche Vorteile gegenüber den Ballungsräumen sowie eine sehr gute Verkehrsanbindung in Nord- und Südrichtung.
Die größten Arbeitgeber finden sich mit den Firmen Arizona Chemical und Svenska Mineral im südöstlichen gelegenen Gemeindeteil Sandarne sowie im Einkaufspark E-Center als größtem Einkaufszentrum Hälsinglands, mit zahlreichen Handelsunternehmen direkt an der Europastraße 4 gelegen.
Der Flugplatz Söderhamn befindet sich 4 km südlich der Stadt.

## Städtepartnerschaften
- Jakobstad, Finnland
- Kunda, Estland
- Os, Norwegen

## Sonstiges

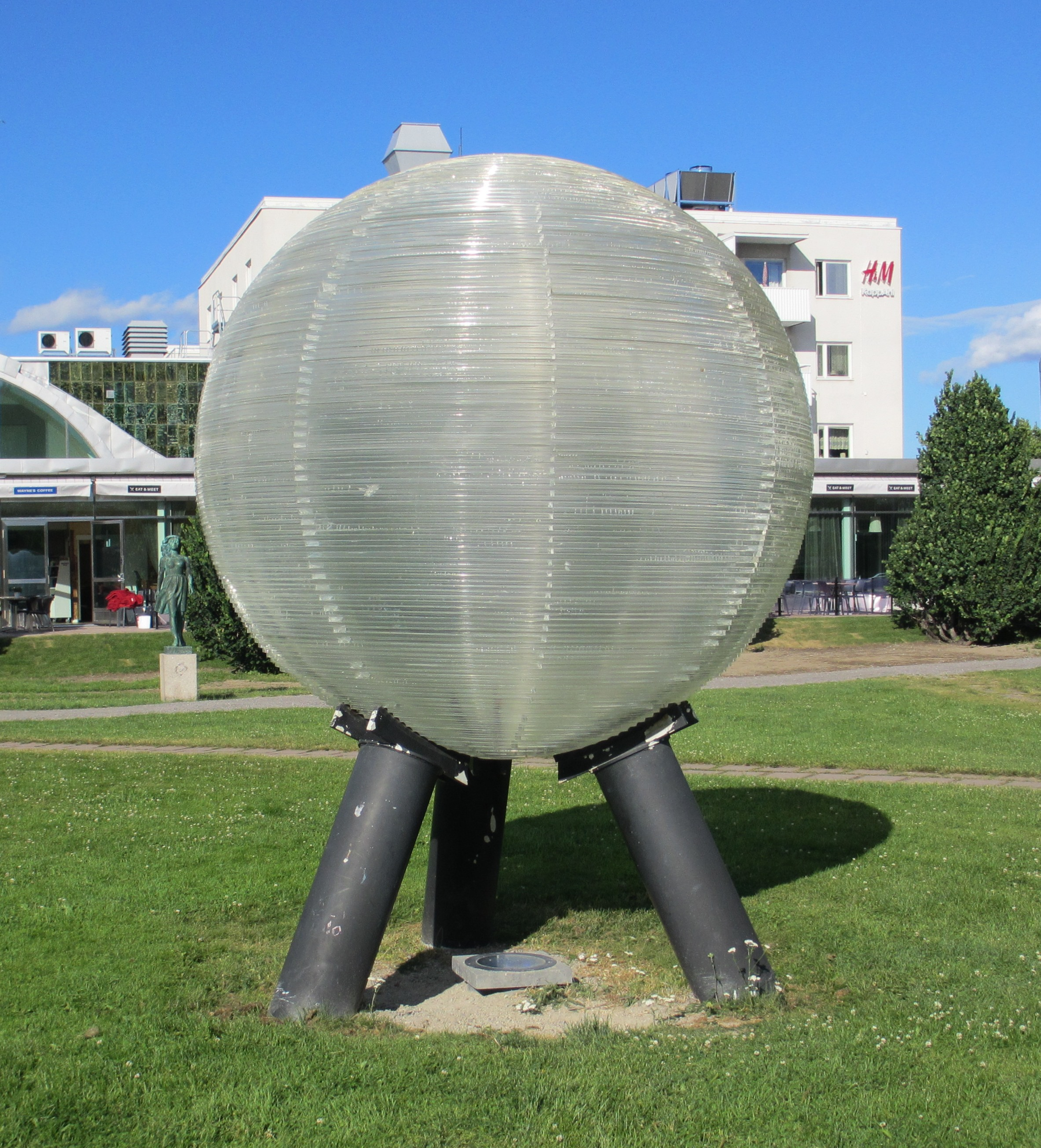
Modell des Planeten Neptun

In einem Park in Söderhamn befindet sich das 2,5 Meter große Modell des Planeten Neptun, Teil des Sweden Solar Systems.

## Söhne und Töchter
- Ernst Henrik Ellberg (1868–1948), Komponist
- Torsten Olof Wikén (1912–1995), Mikrobiologe
- Jan Johansson (1931–1968), Jazzmusiker und Filmkomponist
- Anders Södergren (* 1977), Skilangläufer
- Ida Engvoll (* 1985), Schauspielerin
- Johan Oremo (* 1986), Fußballspieler